# Bergsjö och Delsbo tingslags valkrets
Bergsjö och Delsbo tingslags valkrets var vid riksdagsvalen till andra kammaren 1890–1905 en egen valkrets med ett mandat. Valkretsen motsvarade ungefär dagens Nordanstigs kommun samt det inre av Hudiksvalls kommun. I valet 1908 avskaffades den och uppgick i Norra Hälsinglands domsagas valkrets.

## Riksdagsman
- Halvar Eriksson, gamla lmp 1891–1894, lmp 1895–1896, vilde 1897–1899, lib s 1900–1908 (1891–1908)

## Valresultat

### 1896
| Andrakammarvalet i Sverige 1896: Bergsjö och Delsbo tingslags valkrets | Andrakammarvalet i Sverige 1896: Bergsjö och Delsbo tingslags valkrets | Andrakammarvalet i Sverige 1896: Bergsjö och Delsbo tingslags valkrets | Andrakammarvalet i Sverige 1896: Bergsjö och Delsbo tingslags valkrets | Andrakammarvalet i Sverige 1896: Bergsjö och Delsbo tingslags valkrets |
| Kandidat                                                               | Kandidat                                                               | Röster                                                                 | Röster                                                                 | Röster                                                                 |
| Kandidat                                                               | Kandidat                                                               | Antal                                                                  | %                                                                      | +− %                                                                   |
| ---------------------------------------------------------------------- | ---------------------------------------------------------------------- | ---------------------------------------------------------------------- | ---------------------------------------------------------------------- | ---------------------------------------------------------------------- |
|                                                                        | Halvar Eriksson                                                        | 509                                                                    | 53,9                                                                   |                                                                        |
|                                                                        | J. Söderlund i Bergsjö (fp)                                            | 175                                                                    | 18,5                                                                   |                                                                        |
|                                                                        | Övriga                                                                 | 261                                                                    | 27,6                                                                   |                                                                        |
| Antal giltiga röster                                                   | Antal giltiga röster                                                   | 945                                                                    |                                                                        |                                                                        |
| Kasserade röster                                                       | Kasserade röster                                                       | 5                                                                      |                                                                        |                                                                        |
| Totalt                                                                 | Totalt                                                                 | 950                                                                    |                                                                        |                                                                        |

Valdeltagandet var 48,6%.

### 1899
| Andrakammarvalet i Sverige 1899: Bergsjö och Delsbo tingslags valkrets | Andrakammarvalet i Sverige 1899: Bergsjö och Delsbo tingslags valkrets | Andrakammarvalet i Sverige 1899: Bergsjö och Delsbo tingslags valkrets | Andrakammarvalet i Sverige 1899: Bergsjö och Delsbo tingslags valkrets | Andrakammarvalet i Sverige 1899: Bergsjö och Delsbo tingslags valkrets |
| Kandidat                                                               | Kandidat                                                               | Röster                                                                 | Röster                                                                 | Röster                                                                 |
| Kandidat                                                               | Kandidat                                                               | Antal                                                                  | %                                                                      | +− %                                                                   |
| ---------------------------------------------------------------------- | ---------------------------------------------------------------------- | ---------------------------------------------------------------------- | ---------------------------------------------------------------------- | ---------------------------------------------------------------------- |
|                                                                        | Halvar Eriksson                                                        | 452                                                                    | 56,5                                                                   | ▲2,6                                                                   |
|                                                                        | M. Ådahl i Jättendal                                                   | 345                                                                    | 43,1                                                                   |                                                                        |
|                                                                        | Övriga                                                                 | 3                                                                      | 0,4                                                                    |                                                                        |
| Antal giltiga röster                                                   | Antal giltiga röster                                                   | 800                                                                    |                                                                        |                                                                        |
| Kasserade röster                                                       | Kasserade röster                                                       | 9                                                                      |                                                                        |                                                                        |
| Totalt                                                                 | Totalt                                                                 | 809                                                                    |                                                                        |                                                                        |

Valet ägde rum den 3 september 1899. Valdeltagandet var 38,8%.

### 1902
| Andrakammarvalet i Sverige 1902: Bergsjö och Delsbo tingslags valkrets | Andrakammarvalet i Sverige 1902: Bergsjö och Delsbo tingslags valkrets | Andrakammarvalet i Sverige 1902: Bergsjö och Delsbo tingslags valkrets | Andrakammarvalet i Sverige 1902: Bergsjö och Delsbo tingslags valkrets | Andrakammarvalet i Sverige 1902: Bergsjö och Delsbo tingslags valkrets |
| Kandidat                                                               | Kandidat                                                               | Röster                                                                 | Röster                                                                 | Röster                                                                 |
| Kandidat                                                               | Kandidat                                                               | Antal                                                                  | %                                                                      | +− %                                                                   |
| ---------------------------------------------------------------------- | ---------------------------------------------------------------------- | ---------------------------------------------------------------------- | ---------------------------------------------------------------------- | ---------------------------------------------------------------------- |
|                                                                        | Halvar Eriksson                                                        | 539                                                                    | 59,4                                                                   | ▲6,2                                                                   |
|                                                                        | M. Ådahl i Jättendal                                                   | 365                                                                    | 40,2                                                                   | ▼2,9                                                                   |
|                                                                        | Övriga                                                                 | 4                                                                      | 0,4                                                                    |                                                                        |
| Antal giltiga röster                                                   | Antal giltiga röster                                                   | 908                                                                    |                                                                        |                                                                        |
| Kasserade röster                                                       | Kasserade röster                                                       | 2                                                                      |                                                                        |                                                                        |
| Totalt                                                                 | Totalt                                                                 | 910                                                                    |                                                                        |                                                                        |

Valet ägde rum den 7 september 1902. Valdeltagandet var 41,4%.

### 1905
| Andrakammarvalet i Sverige 1905: Bergsjö och Delsbo tingslags valkrets | Andrakammarvalet i Sverige 1905: Bergsjö och Delsbo tingslags valkrets | Andrakammarvalet i Sverige 1905: Bergsjö och Delsbo tingslags valkrets | Andrakammarvalet i Sverige 1905: Bergsjö och Delsbo tingslags valkrets | Andrakammarvalet i Sverige 1905: Bergsjö och Delsbo tingslags valkrets |
| Kandidat                                                               | Kandidat                                                               | Röster                                                                 | Röster                                                                 | Röster                                                                 |
| Kandidat                                                               | Kandidat                                                               | Antal                                                                  | %                                                                      | +− %                                                                   |
| ---------------------------------------------------------------------- | ---------------------------------------------------------------------- | ---------------------------------------------------------------------- | ---------------------------------------------------------------------- | ---------------------------------------------------------------------- |
|                                                                        | Halvar Eriksson                                                        | 518                                                                    | 48,2                                                                   | ▼11,2                                                                  |
|                                                                        | J. Söderlund i Bergsjö                                                 | 319                                                                    | 29,7                                                                   |                                                                        |
|                                                                        | E. Wengelin i Bjuråker                                                 | 234                                                                    | 21,8                                                                   |                                                                        |
|                                                                        | Övriga                                                                 | 3                                                                      | 0,3                                                                    |                                                                        |
| Antal giltiga röster                                                   | Antal giltiga röster                                                   | 1 074                                                                  |                                                                        |                                                                        |
| Kasserade röster                                                       | Kasserade röster                                                       | 6                                                                      |                                                                        |                                                                        |
| Totalt                                                                 | Totalt                                                                 | 1 080                                                                  |                                                                        |                                                                        |

Valet ägde rum den 3 september 1905. Valdeltagandet var 45,9%.